# Paul Werner
Paul Gebhard Gustav Werner, född 4 november 1900 i Appenweier, död 15 februari 1970 i Leinfelden, var en tysk jurist, SS-Oberführer och kriminalpolis. Under andra världskriget var han chef för avdelning (Amt) V:A (kriminalpolitik och brottsförebyggande) inom Reichssicherheitshauptamt (RSHA), Tredje rikets säkerhetsministerium. Werner var därtill Arthur Nebes ställföreträdare i dennes egenskap som chef för Reichskriminalpolizeiamt (RKPA). 

## Biografi
Paul Werner studerade rättsvetenskap vid universiteten i Heidelberg och Freiburg. År 1926 avlade han assessorsexamen. Några månader efter Adolf Hitlers utnämning till rikskansler i januari 1933 gick Werner med i Nationalsocialistiska tyska arbetarepartiet (NSDAP) och senare samma år i Sturmabteilung (SA). År 1937 gick han över från SA till Schutzstaffel (SS). Han var även medlem i Nationalsozialistische Volkswohlfahrt, Nationalsocialistiska juristförbundet, Nationalsozialistischer Altherrenbund, Lebensborn och Reichsluftschutzbund. I september 1933 blev Werner chef för Badische Landeskriminalamt i Karlsruhe. 
I juli 1937 inrättades Reichskriminalpolizeiamt (RKPA) med Arthur Nebe som chef; Werner utsågs till Nebes ställföreträdare. Den 14 december 1937 införde Riksinrikesministeriet en lag som gav den tyska polisen rätt att frihetsberöva enskilda individer i brottsförebyggande syfte. Detta gällde i huvudsak yrkesförbrytare, arbetsskygga, hemlösa, zigenare, prostituerade och homosexuella.
Den 1 september 1939 inleddes officiellt Aktion T4, Tredje rikets så kallade eutanasiprogram, inom vilket psykiskt och fysiskt funktionshindrade mördades. Werner blev RKPA:s förbindelseman med Aktion T4 och samarbetade med Reinhold Vorberg, som var chef för transportavdelningen Gemeinnützige Krankentransport GmbH (GeKraT). 
Kort efter andra världskrigets slut greps Werner av allierade soldater. Han satt internerad i tre år och frisläpptes 1948. Året därpå grundades Förbundsrepubliken Tyskland och Werner kom då att syssla med författningsfrågor. Under 1950-talet var han verksam vid inrikesministeriet i delstaten Baden-Württemberg.

## Utmärkelser
- Krigsförtjänstkorset av första klassen
- Krigsförtjänstkorset av andra klassen
- Tyska välfärdsmedaljen av tredje klassen
- Ärekorset
- Sturmabteilungs idrottsutmärkelse i brons
- SS-Zivilabzeichen (-Z.A. nummer 160 355)